# Iambelegus
Der Iambelegus (auch Jambelegos und Iambelegos) ist in der antiken griechischen Verslehre ein aus jambischem Dimeter und Hemiepes gebildetes Versmaß nach dem metrischen Schema
◡—◡—◡—◡— | —◡◡—◡◡—
Der Name gibt die Zusammensetzung wieder aus vorangestelltem jambischen Kolon und nachgestelltem Hemiepes, welcher der zweiten Hälfte des Pentameters im Elegeion, dem elegischen Distichon entspricht. Er ist die Umkehrung des Elegiambus.
Beispiele finden sich in der 13. Epode des Horaz, die aus Verspaaren aufgebaut ist, in denen auf einen Hexameter ein Iambelegus folgt. Daraus V11 (Hexameter), V12 (Iambelegus):
Nobilis ut grandi cecinit centaurus alumno

Invicte, mortalis dea nate puer Thetide
In der deutschen Übersetzung von Theodor Kayser:
Wie der berühmte Centaur einst sang dem erhabenen Zögling:

O nie besiegter, Thetis der | göttlichen sterblicher Sohn
In der humanistischen Lyrik des 16. Jahrhunderts findet sich dieses Verspaar aus Hexameter und Iambelegus bei Conrad Celtis, In Rhadamathum; daraus V5 und V6:
Caesar enim viridi mea cinxit tempora lauro,

nostras genas exosculans, nobilem et efficiens.
Deutsch versifiziert nach der Prosaübersetzung von Eckart Schäfer:
Denn der Kaiser umwand mir mit grünem Lorbeer die Schläfen,

Hat auf die Wangen mich geküsst, | und hat mich adlig gemacht.
In der deutschsprachigen Dichtung findet sich dieses Verspaar bei Jens Baggesen, der in An die Dichter den Iambelegus allerdings in zwei Verse aufspaltet – die sechste Strophe:
Nein, die vereinigte Schar der Gebildeten, Völker aus Völkern,

Das große Brüdervolk, das kein

Ozean trennt, noch Gebirg